# Centre spatial John H. Chapman
Le Centre spatial John H. Chapman est le siège social de l'Agence spatiale canadienne. Il est situé à Longueuil, au Québec, dans l'arrondissement de Saint-Hubert. 

## Le site
Le centre est adjacent à l'Aéroport de Saint-Hubert consacré à l'aviation générale. Le bâtiment a été achevé en 1992 et nommé dans l'honneur de John. H. Chapman (en), qui est considéré comme le père du programme spatial canadien à cause de son rôle dans le projet Alouette 1.
Le bâtiment lui-même devrait ressembler une station spatiale, lorsqu'il est vu du ciel. Mais, il ne porte aucune similarité aux stations spatiales actuelles, telles que la station spatiale internationale ou à celles de la fiction comme la célèbre roue de 2001, l'Odyssée de l'espace.

## Activités
Le centre abrite le bureau canadien des astronautes et la plupart des unités administratives et techniques soutenant les programmes du Canada en sciences et techniques spatiales. Il comprend des salles de contrôle de satellites, le Centre d'appui aux missions sur la croissance des cristaux de protéines, des simulateurs pour le Canadarm 2, et le système de vision spatiale de pointe Advanced Space Vision System (en). Il abrite également le Centre d'exploitation de mission (MOC) qui comprend le Centre de contrôle multifonctions (RMPSR) qui est utilisé pour faire fonctionner le MSS en orbite en conjonction avec les salles de commande et d'évaluation des missions au Centre spatial Lyndon B. Johnson, ainsi que le Centre des opérations et d'ingénierie (OEC) qui appuie les contrôleurs de vol au JSC. En tant que siège de l'agence spatiale, il abrite également de nombreux bureaux d'administration générale ou de programmes spécifiques tels que les activités d'échange avec la NASA, l'ESA et d'autres agences spatiales nationales.